# S.V. Vesta
Sentro Deportivo Jo Mathilda, más conocido como Sportvereniging Vesta (Vriendschap Eendracht Sterken Tegen Alles - en español: Amistad Fortaleciendo la Unidad contra Todo), es un club de fútbol de  Curazao. Ubicado en la ciudad de Willemstad, actualmente el club participa en la primera división de la Liga de Curazao.

## Palmarés

### Torneos nacionales
- Liga de Curazao: (1)

2018-2019